# خانه میر شکار
خانه میر شکار مربوط به دوره پهلوی اول است و در دزفول، محله صحرا بدر مغربی واقع شده و این اثر در تاریخ ۱۷ اسفند ۱۳۸۱ با شمارهٔ ثبت ۷۵۷۹ به‌عنوان یکی از آثار ملی ایران به ثبت رسیده است.